# Seán Cavanagh
Pour les articles homonymes, voir Cavanagh.
Seán Cavanagh, né le 6 février 1983 à Omagh en Irlande du Nord, est un joueur de football gaélique du comté de Tyrone.
Il a gagné avec son comté le championnat d'Irlande de football gaélique dans toutes les catégories d’âge (minor, moins de 21 ans et senior). Il a été élu dans l'équipe de l'année (AllStar) de 2003, 2004, 2005, 2008 et 2013.
Il joue au poste de milieu de terrain et son jeu est avant tout tourné vers l’attaque.
Son frère Colm Cavanagh est aussi membre de l’équipe de Tyrone GAA.

## Sa carrière
Cavanagh commence sa carrière en équipe senior de Tyrone en 2002. Dès la première année il remporte (et c’est une première pour son Comté) le titre en National League.
En 2003 il fait partie de l’équipe qui remporte pour la première fois le All-Ireland Senior Football Championship. Il est élu cette année-là dans l’équipe de l’année et remporte le titre de meilleur jeune joueur. Il est âgé de 20 ans.
En 2004 Sean Cavanagh est approché par les Australien des Brisbane Lions pour venir jouer au Football australien dans leur club. Il refuse et reste jouer dans l’équipe de Tyrone,.